# 索倫 (愛荷華州)
索倫（英語：Solon）是一個位於美國愛荷華州約翰遜縣的城市。

## 地理
索倫的座標為41°48′24″N 91°29′45″W / 41.80667°N 91.49583°W，而該地的平均海拔高度為244米（即801英尺）。

## 人口
根據2010年美國人口普查的數據，索倫的面積為3.60平方千米，當中陸地面積為3.60平方千米，而水域面積為0.00平方千米。當地共有人口2037人，而人口密度為每平方千米565人。